# Villa Arnaldi

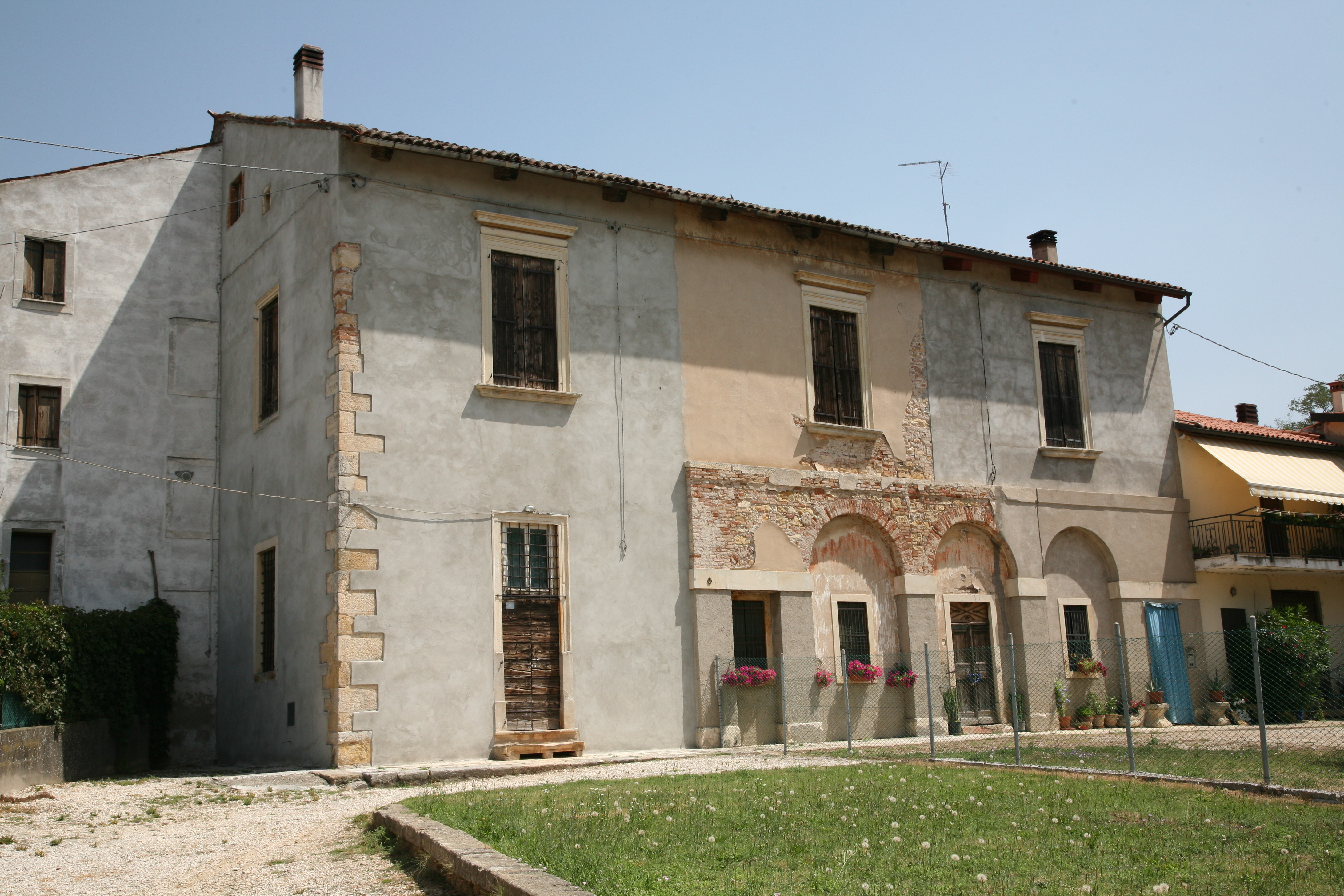
Villa Arnaldi en Meledo di Sarego es un proyecto inacabado de Andrea Palladio

Villa Arnaldi es una villa de Andrea Palladio situada en Meledo, una aldea en el municipio de Sarego, en la provincia de Vicenza, región italiana del Véneto.
A primera vista, puede parecer sorprendente que figure al lado de grandiosas villas palaciegas este modesto edificio, manifiestamente inacabado y hoy en mal estado. En realidad, la villa Arnaldi es el precioso testimonio de un proceso que, habitualmente, cuyos resultados son solo visibles a su finalización: la transformación de un edificio preexistente en una nueva arquitectura.
- Datos: Q2298571
- Multimedia: Villa Arnaldi (Meledo di Sarego) / Q2298571